# Calçot

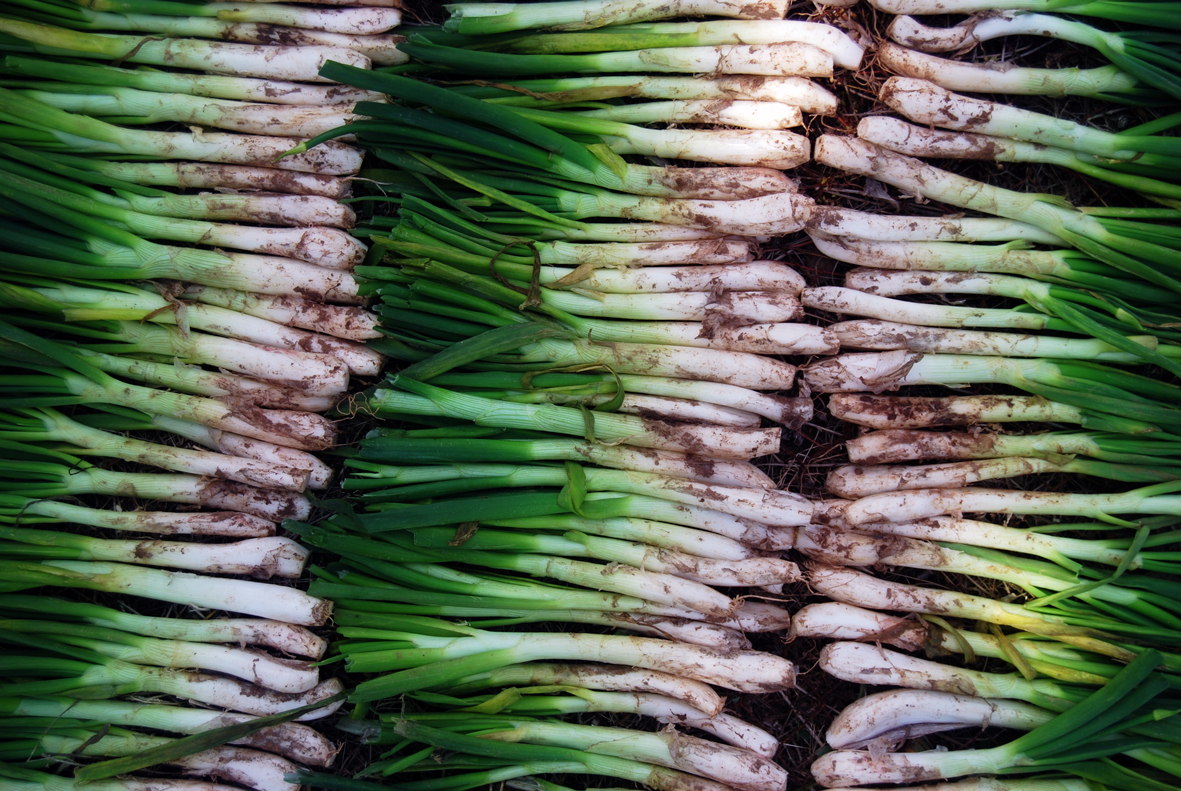
Calçot

Calçot (pronunție în catalană [kəlˈsɔt]) este un tip de ceapă verde. Numele calçot provine din limba catalană. Calçotul din Valls ( Tarragona, Catalonia, Spania ) este un produs cu indicație geografică protejată, înregistrat în UE.
Ceapa de tip calçot este mai puțin bulboasă decât ceapa și are au o lungime între 15 și 25 cm (partea albă) și un diametru de 1,7 până la 2,5 cm la rădăcină.
Originea calçotului și a metodei sale de gătit este în orașul Valls, Catalonia, Spania, unde se celebrează recolta de calçot printr-un eveniment anual. În zilele noastre, în Catalonia există mii de adunări culinare centrate în jurul calçots, numite calçotades (singular: calçotada). La aceste evenimente se prepară calçots în mod tradițional: se pun pe grătar la foc încins, se înfășoară în ziar, se servesc pe plăci de teracotă și se mănâncă, după ce se curăță cu mâinile goale, scufundandu-le unul câte unul în sos salvitxada (sos făcut cu migdale).

## Etimologie
Originea cuvântului calçot provine de la termenul „calçar” în catalană, care corespunde cu hilling . Prin urmare, cuvântul „calçot” înseamnă aproximativ „ceea ce a fost deal”. Acest lucru se datorează faptului că ceapa calçot își obține forma și textura caracteristică prin acest proces.
Cuvântul „calçar” în sine înseamnă literal „a încălță”, și, în cele din urmă, derivă din latinescul calceus, un tip de încălțăminte care acoperea glezna și tibia inferioară - de unde și utilizarea sa prin analogie în acest context.

## Origine
Originea soiului este disputată, dar una dintre cele mai frecvent acceptate versiuni [nesusținute] ale istoriei sale este că au fost dezvoltate de Xat de Benaiges, un fermier țăran din Valls la începutul secolului al XX-lea. Se spune că el a fost primul care a plantat muguri de ceapă de grădină, acoperindu-i cu pământ, astfel încât o porțiune mai lungă a tulpinilor a rămas albă și comestibilă.

## Calçotada
Cel mai tradițional mod de a mânca calçot este la o calçotada (plural: calçotades), o sărbătoare gastronomică care se desfășoară între noiembrie și aprilie, în care se consumă calçot la grătar în cantități foarte mari.